# Christoí
Christoí (Christoi) är en ort i Grekland.   Den ligger i prefekturen Nomós Ioannínon och regionen Epirus, i den centrala delen av landet, 280 km nordväst om huvudstaden Aten. Christoí ligger 656 meter över havet och antalet invånare är 226.
Terrängen runt Christoí är bergig åt nordost, men åt sydväst är den kuperad. Christoí ligger nere i en dal. Runt Christoí är det mycket glesbefolkat, med 6 invånare per kvadratkilometer. Närmaste större samhälle är Prámanta, 3,7 km söder om Christoí. Trakten runt Christoí består till största delen av jordbruksmark.